# 比爾·阿志
威廉·乔治“比尔” 阿志（英語：William George "Bill" O'Chee，1965年6月19日—）是代表昆士兰州的澳大利亚国家党的联邦参议员，他的议员任期为1990年至1999年。

## 生平
阿志的生父为华人賤民，母亲则是爱尔兰裔澳洲人。因此，阿志成为第一个拥有华人血统的澳大利亚联邦参议员，同时他也是史上最年轻的联邦参议员，当时年仅24岁。
阿志的英文姓氏 “O'Chee” 无法考证其原本的中国姓氏。早期华人在淘金时代大量进入澳大利亚，当时华人劳工不但受教育程度和识字率都很低，而且当时对中文姓名的英语翻译毫无规范。 因此，很有可能阿志的华人先祖在到达澳洲时，澳洲出入境官员在问及其姓名时。不懂英语华人先祖随口将其他亲朋称呼自己的“阿志”作为姓名报了上去。随后，“阿志”这一诨名便成了家族姓被其后代所继承。
阿志年轻时在南港學校和布里斯班州立高中就读，后前往英国就读于歐克漢姆學校。最后他在牛津大学接受高等教育， 在进入政界之前，他是一名擅长拉丁美洲投资的银行家。

## 政治生涯
比爾阿志在1990年進入參議院以填補一個因為約翰·史東辭職造成的暫時空缺。他是第一個進入澳洲國會的華裔澳洲人，時年24歲，為澳洲參議院最年輕的議員。
他參加1993年的選舉並當選，不過在1998年的選舉中落選，他的任期在1999年1月30日結束。
在參議院的任期中，他參與法律和憲法事務參議院常設委員會（Senate Standing Committee on Legal and Constitutional Affairs）、條約議會聯席委員會（Joint Parliamentary Committee on Treaties）、環境、娛樂、通訊和藝術參議院常設委員會（Senate Standing Committee on Environment,  Recreation, Communications and the Arts）、對於新稅制系統的參議院專責委員會（Senate Select Committee on A New Tax System）、規章條例委員會（Senate Standing Committee on Regulations and Ordinances，他在此會中於1996年至1999年是主席）等委員會。
他也是1993年到1999年的國家黨黨鞭，以及移民和多元文化事務政治委員會（Immigration and Multicultural Affairs Policy Committee）主席。